# YELL!!
『YELL!!』（エール）は、May'nの2枚目のミニアルバム。2019年7月31日にFlyingDogから発売した。

## 背景・リリース
May'nのミニアルバムとしては前作『 メイン☆ストリートから約10年6か月ぶりのリリースとなる。

## 収録内容
CD
1. マイヒロイン [04:32]
作詞：LiSA、作曲：May'n、編曲：NAOKI-T
2. 全部大丈夫 [04:06]
作詞：ファンキー加藤、作曲：田中隼人・ファンキー加藤、編曲：田中隼人
3. Happiness [04:07]
作詞：Sonar Pocket、作曲：Sonar Pocket・NAOKI-T、編曲：NAOKI-T
4. stair [04:20]
作詞・作曲：aio、編曲：aio x cap
5. サマー・スライダー [04:33]
作詞：只野菜摘、作曲・編曲：田中秀和（MONACA）
6. Lifetime with... [05:42]
作詞：May'n、作曲・編曲：鷺巣詩郎
7. ハートライン -May'n ver.- [04:09]
作詞：ミズノゲンキ、作曲・編曲：睦月周平
2017年8月9日の『One In A Billion』のリリースイベントにて初披露され[2]、2017年8月23日にて定額音楽配信サービスのANiUTaで配信が始まった[3]配信限定曲。